# Sainte-Marie-du-Lac-Nuisement
Sainte-Marie-du-Lac-Nuisement ist eine französische Gemeinde im Département Marne in der Region Grand Est. Sie hat eine Fläche von 17,5 km² und 273 Einwohner (2022).

## Geografie
Die Gemeinde Sainte-Marie-du-Lac-Nuisement liegt am Nordufer des größten französischen Stausees Lac du Der-Chantecoq, etwa 15 Kilometer südwestlich der Stadt Saint-Dizier. Zum Gemeindegebiet gehören auch der Ostteil der mitten im Stausee gelegenen Île de Chantecoq sowie der Ostteil einer weiteren namenlosen Schilfinsel. Umgeben wird Sainte-Marie-du-Lac-Nuisement von den Nachbargemeinden Hauteville im Norden, Ambrières im Nordosten, Landricourt im Osten, Éclaron-Braucourt-Sainte-Livière im Südosten, Giffaumont-Champaubert im Süden (Seegrenze) sowie Arrigny (Seegrenze) und Écollemont im Nordwesten.

## Bevölkerungsentwicklung
| Jahr                       | 1962 | 1968 | 1975 | 1982 | 1990 | 1999 | 2006 | 2011 | 2019 |
| -------------------------- | ---- | ---- | ---- | ---- | ---- | ---- | ---- | ---- | ---- |
| Einwohner                  | 119  | 178  | 206  | 213  | 237  | 227  | 253  | 258  | 272  |
| Quellen: Cassini und INSEE |      |      |      |      |      |      |      |      |      |

## Sehenswürdigkeiten

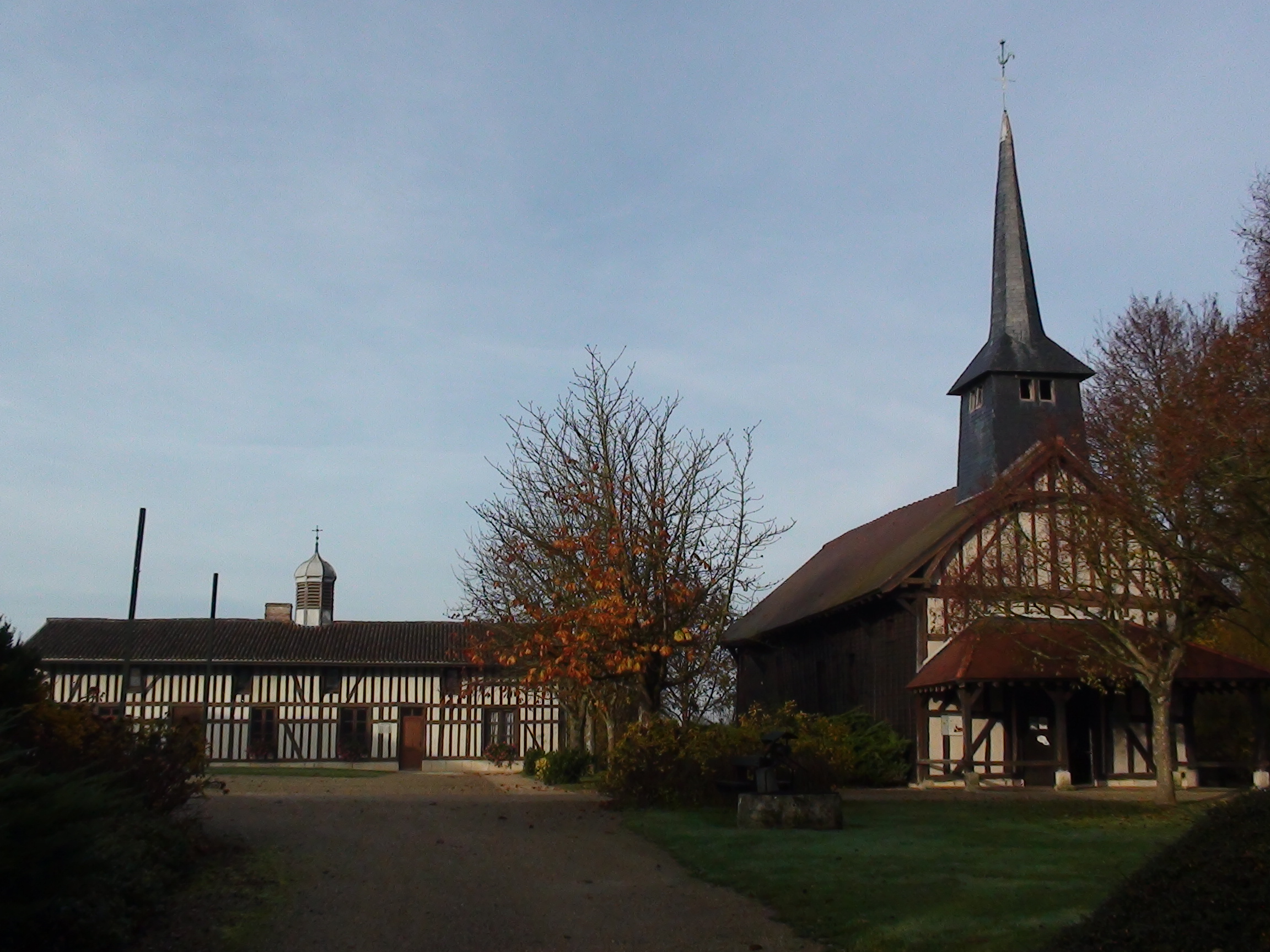
Kirche St-Jean-Baptiste im Musée du Pays du Der

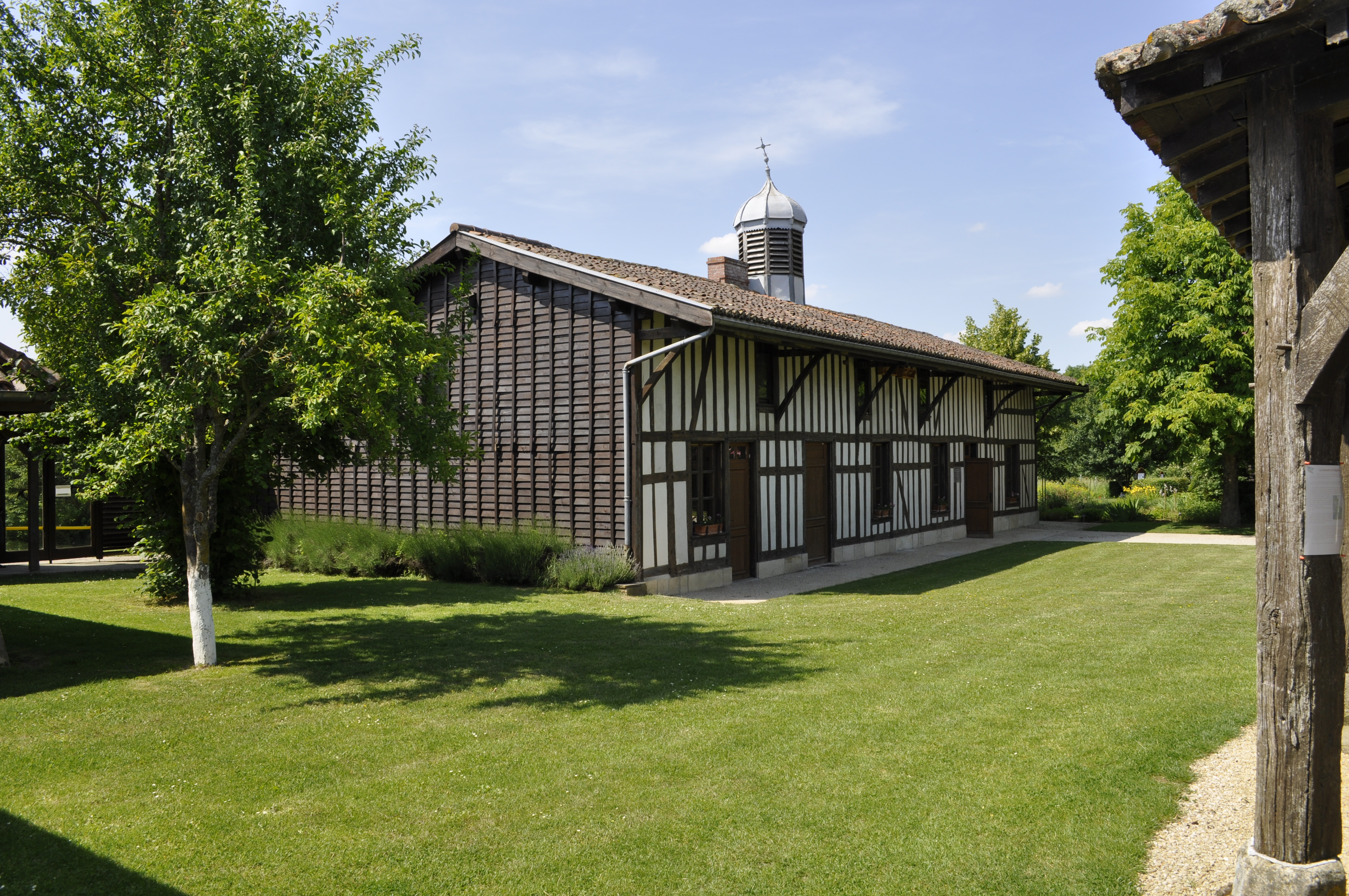
Ehemaliges Schulgebäude im Musée du Pays du Der

- Kirche St-Jean-Baptiste des untergegangenen Ortes Nuisement-aux-Bois, heute im Musée du Pays du Der
- Himmelfahrtskirche (Église de l'Assomption) in Sainte-Marie
- Musée du Pays du Der